# Thymaris niger
Thymaris niger är en stekelart som beskrevs av Setsuya Momoi 1970. Thymaris niger ingår i släktet Thymaris och familjen brokparasitsteklar. Inga underarter finns listade i Catalogue of Life.